# Fundulopanchax sjostedti
Fundulopanchax sjostedti är en fiskart som först beskrevs av Einar Lönnberg 1895.
Fundulopanchax sjostedti ingår i släktet Fundulopanchax och familjen Nothobranchiidae. Inga underarter finns listade i Catalogue of Life.